# Martín Ferres
José Martín Ferres (Provincia de San Juan, 1 de agosto de 1976) es un músico, bandoneonista y compositor argentino. Forma parte del grupo Bajofondo. Ferres ha ganado numerosos premios Nacionales e Internacionales, incluyendo tres Premios Grammy.

## Historia
José Martín Ferres nació en San Juan, provincia de Argentina, el 1 de agosto de 1976. Desarrolló sus estudios universitarios en el departamento de música de la Facultad de Filosofía, Humanidades y Artes de la Universidad Nacional de San Juan en 1997. Se trasladó a la Capital Federal para continuar con sus estudios de forma particular con Rodolfo Mederos.
A lo largo de su carrera, integró diversos ensambles de música contemporánea y tango, fue invitado especialmente a tocar junto a la Orquesta Sinfónica de la Universidad Nacional de San Juan.
Realizó cursos de composición e interpretación dictados por los integrantes del Arditti String Quartet, el compositor Richard Lerman y Francisco Kröpfl, entre otros.
Compuso y dirigió música estrenada en el Auditorio Juan Victoria de la provincia de San Juan. Participó de Festival Internacional Experimental realizado en el C.C Ricardo Rojas (Buenos Aires).
Compuso la obra multimedia Deriva para bandolón, electrónica y vídeo, estrenada en el marco del III Festival Internacional de Buenos Aires y repuesta en el IV Festival Buenos Aires Tango.
Compuso la pieza radiofónica ...Elio!  (Animación auditiva a 8 canales), la misma fue desarrollada en el LIPM (Laboratorio de Investigación y Producción Musical) a cargo del Mº Julio Viera y presentada en el Centro Cultural Recoleta.
En coproducción con la Dirección de Música del Gobierno de la Ciudad y en el marco del Festival “Buenos Aires Nácar” realizó un mes de funciones de la obra Deriva en la sala Ernesto Bianco del Centro Cultural San Martín.
Fue convocado por el CETC (Centro de Experimentación del Teatro Colón) para el ciclo Instantáneas realizando, junto a Ana Garat y Pilar Belmonte, una obra de danza-música estrenada en julio de 2003 en el mencionado teatro.
Así mismo fue acreedor de la Beca Nacional de Música 2003, del Fondo Nacional de las Artes, desde esa fecha trabajó en proyectos de danza con los coreógrafos Ana Garat, Pilar Belmonte, Gerardo Litvak y Roxana Grinstein, entre otros.
Realizó música para producciones vinculadas con el Teatro Colón, la sala Martín Coronado (Teatro San Martín), el Teatro Alvear, el Ballet del Teatro San Martín, así como festivales Internacionales de Danza y Teatro.
Desde 2003 se integró como bandoneonista de Bajofondo, grupo con el que se presentó en importantes festivales y teatros de Latino-América, Estados Unidos, Europa y Asia, obteniendo el Premio Grammy Latino en el rubro “Mejor Grupo de Pop Instrumental”. El Disco Mar Dulce (2007) alcanzó el Galardón de Disco de Platino en Argentina, Uruguay, Disco de Oro en Grecia y el Premio Gardel (2008) a mejor disco de tango electrónico.